# 敷島スターチ
敷島スターチ株式会社（しきしまスターチ、英文社名SHIKISHIMA STARCH MFG. CO., LTD.）は三重県鈴鹿市に本社と工場を置き、コーンスターチや医薬品などの製造を行う企業。敷島紡績（現・シキボウ）の子会社として発足し、2007年に昭和産業の完全子会社となった。

## 沿革
- 1961年（昭和36年）6月 - 敷島紡績の出資により会社設立。
- 1963年（昭和38年） - 5月よりコーンスターチ、9月よりアルファ化デンプンの製造開始。
- 1970年（昭和45年） - 4月より段ボール用糊の製造開始。
- 1972年（昭和47年） - イノシトール製造開始。
- 1976年（昭和51年） - 昭和産業・日商岩井が資本参加。
- 2007年（平成19年） - 昭和産業の完全子会社となる。

## 主な製品
- コーンスターチ
- 異性化糖
- デンプン
- 段ボール用糊
- イノシトール
- フィチン酸

## 事業所
- 本社・工場 - 〒513-0043 三重県鈴鹿市長太栄町5-5-1
- 東京支店 - 〒101-0047 東京都千代田区内神田1-16-4